# Sakura (Shinkansen)
Pour les articles homonymes, voir Sakura (homonymie).
Le Sakura (さくら) est le nom d'un service de train à grande vitesse japonais du réseau Shinkansen développé par la JR West et JR Kyushu sur les lignes Shinkansen Sanyō et Kyūshū. Le nom de ce service renvoie aux cerisiers ornementaux japonais, les Sakura et reprend celui du train de nuit de la JR Kyushu qui reliait entre 1951 et 2005 Tokyo à Nagasaki et Sasebo. 

## Gares desservies
Mis en place avec l'ouverture du tronçon Hakata - Shin-Yatsushiro de la ligne Shinkansen Kyūshū le 12 mars 2011, il relie Osaka (gare de Shin-Osaka) et Kagoshima (gare de Kagoshima-Chūō) en passant par Fukuoka (gare de Hakata), comme les services Mizuho, mais avec plus d'arrêts. Certains trains sont limités entre Hakata et Kagoshima-Chūō.
| Nom des gares     |
| ----------------- |
| Shin-Osaka        |
| Shin-Kōbe         |
| Himeji*           |
| Okayama           |
| Fukuyama          |
| Hiroshima         |
| Tokuyama*         |
| Shin-Yamaguchi*   |
| Shin-Shimonoseki* |
| Kokura            |
| Hakata            |
| Shin-Tosu         |
| Kurume            |
| Chikugo-Funagoya* |
| Shin-Ōmuta*       |
| Shin-Tamana*      |
| Kumamoto          |
| Shin-Yatsushiro*  |
| Shin-Minamata*    |
| Izumi*            |
| Sendai            |
| Kagoshima-Chūō    |

Les gares marquées d'un astérisque ne sont pas desservies par tous les trains. 

## Matériel roulant
Ce service est effectué par les Shinkansen N700-7000 de la JR West et les Shinkansen N700-8000 de la JR Kyūshū. Avec huit voitures, ils sont d'une capacité de 546 places, dont 24 en « Green car ». Occasionnellement, les Shinkansen 800 peuvent être affecté au service Sakura, sur la partie Kyūshū uniquement.  

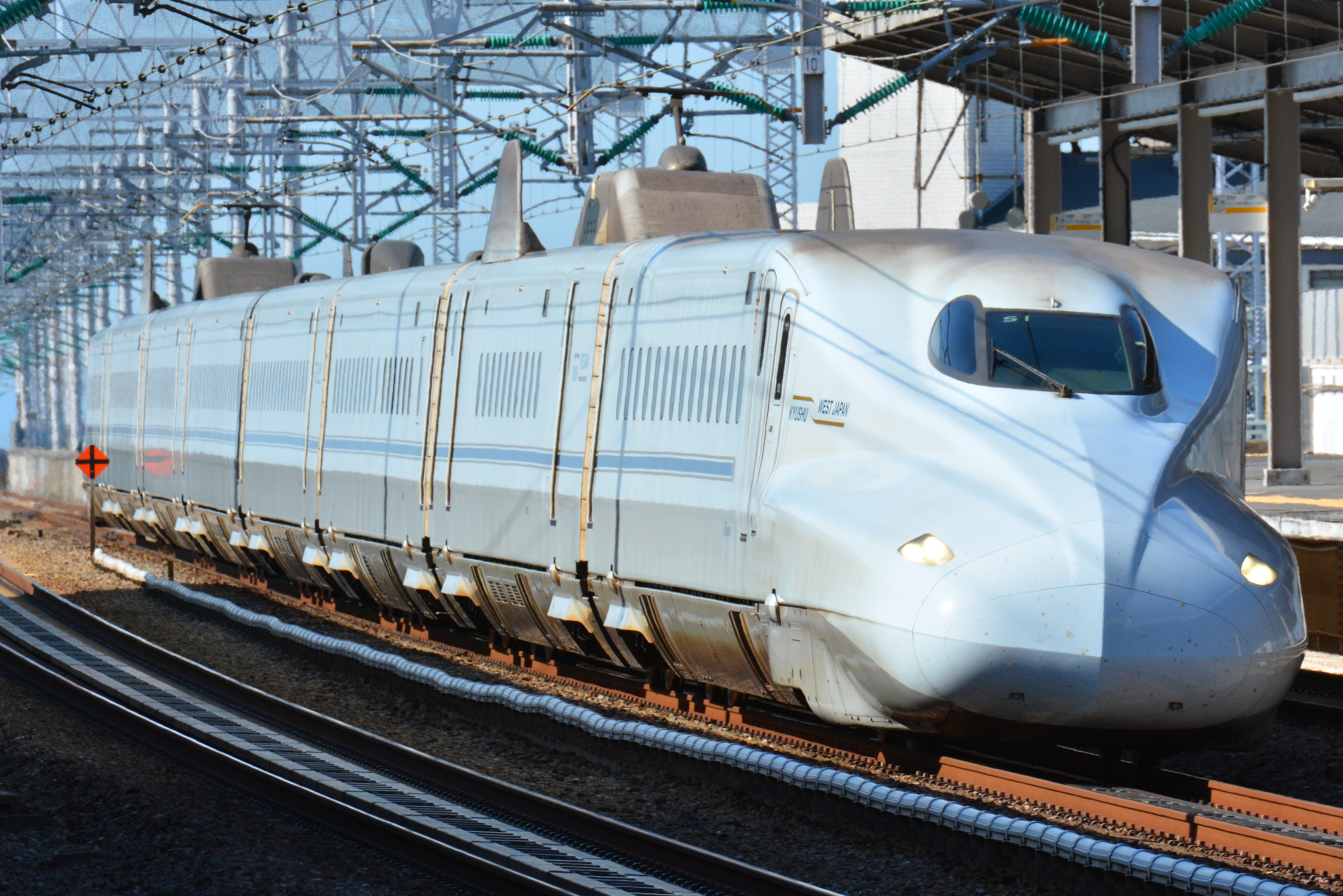
Shinkansen N700-7000
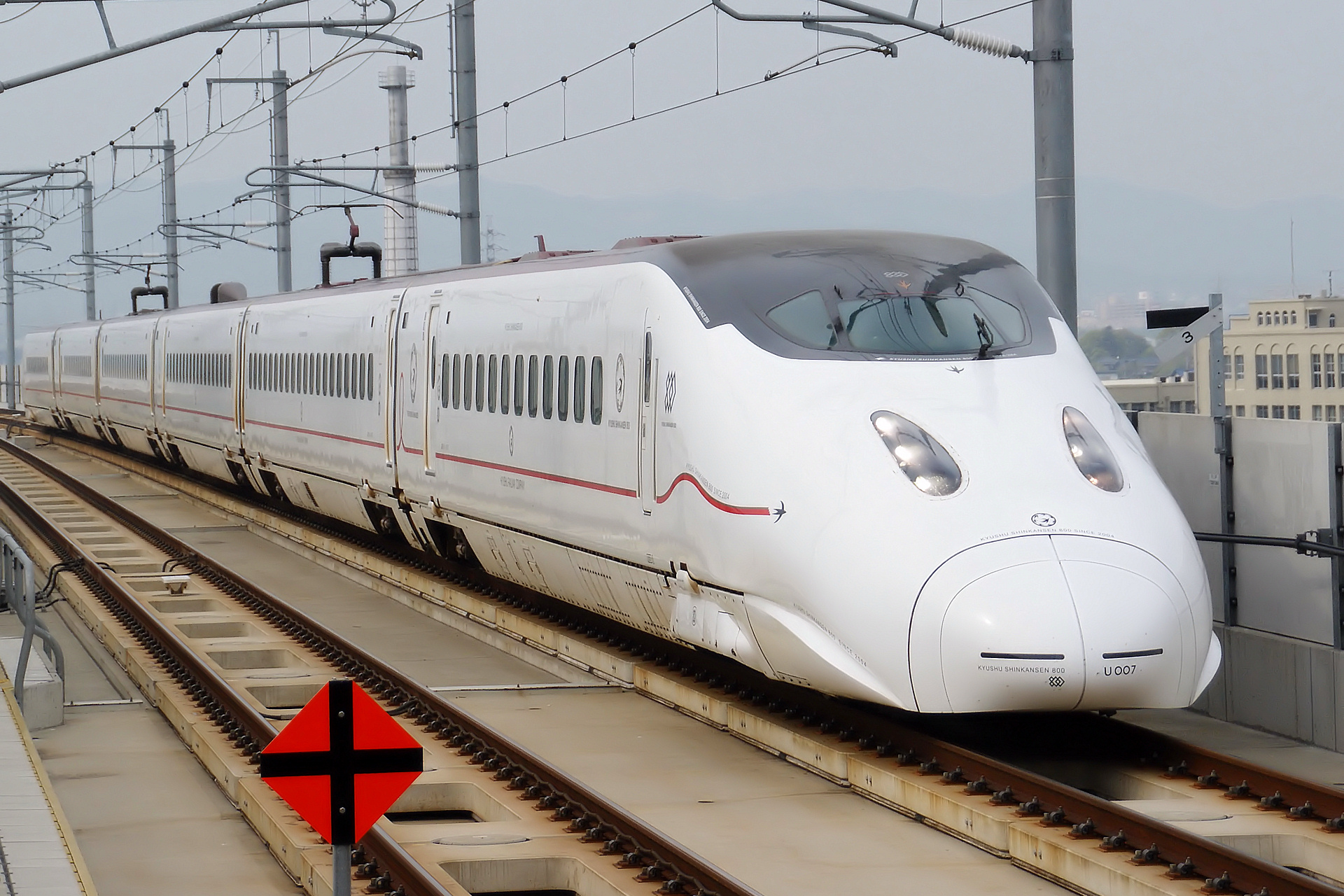
Shinkansen série 800